# Cloyster
Cloyster (japanski: パルシェン Parushen) jedan je od 1025 fiktivnih vrsta Pokémona iz medijske franšize Pokémon, skupa Pokémon videoigara, animiranih serija, manga stripova, knjiga, igraćih karata i drugih medija kojima je tvorac Satoshi Tajiri. Svrha je Cloystera u videoigrama, animiranoj seriji i manga stripovima, kao i svrha ostalih Pokémona, borba s divljim Pokémonima – neukroćenim stvorenjima koje igrači i likovi pronalaze dok kreću na razne avanture – i pripitomljenim Pokémonima drugih Pokémon trenera.

## Etimologijaimena
Ime Cloyster kombinacija je engleskih riječi "cloister" = zatvoriti, odnoseći se na Cloysterovu sposobnost zatvaranja ljušture kako bi se zaštitio od potencijalnih napada, i "oyster" = kamenica. Prvi dio njegova imena mogao bi možda dolaziti i od riječi "clamp" = uklještenje, jer je Uklještenje (Clamp) zapravo jedan od njegovih potpisnih napada. 
Njegovo japansko ime, Parshen, vjerojatno dolazi od engleskih riječi "partial" = djelomično, i "open" = otvoren.

## Pokédex podaci
- Pokémon Red/Blue: Kada je napadnut, ispaljuje svoje rogove brzom paljbom. Njegova unutrašnjost nikad nije viđena.
- Pokémon Yellow: Kao zaštitu, koristi svoju ljusku jaču od dijamanta. Također ispaljuje šiljke iz ljušture.
- Pokémon Gold: Jednom kada zatvori ljusku, nemoguće ju je otvoriti, čak i od onih s vrhunskom snagom.
- Pokémon Silver: Cloysteru koji živi u snažnim plimnim strujama narastu velike, oštre bodlje na ljuskama.
- Pokémon Crystal: Čak i projektili ne mogu razbiti šiljke koje koristi da probada protivnika. Jači su čak i od same ljušture.
- Pokémon Ruby/Sapphire: Cloyster je sposoban plivati u moru. Čini to tako da usiše vodu i onda ju otpušta straga. Ovaj Pokemon puca šiljke iz ljuske koristeći isti sistem.
- Pokémon Emerald: Pliva usisavajući vodu i otpuštajući je straga. Cloyster puca šiljke iz ljuske koristeći isti sistem.
- Pokémon FireRed: Njegova ljuska iznimno je snažna. Ne može biti smrskana čak ni s bombom. Otvara ljusku tek kad napada.
- Pokémon LeafGreen: Kad je napadnut, ispaljuje svoje rogove brzom paljbom. Njegova unutrašnjost nikad nije viđena.
- Pokémon Diamond/Pearl: Bori se držeći ljusku čvrsto zatvorenu kao zaštitu te pucajući šiljke da odbije protivnike.

## U videoigrama
Cloystera se može dobiti evoluiranjem Shelldera uz pomoć Vodenog kamena, a kako je Shellder dostupan u igrama Pokémon FireRed i Pokémon XD: Gale of Darkness, nije ga moguće dobiti u nekim igrama. Njegova je dostupnost ovisna o dostupnosti Shelldera, radi čega je prilično rijedak u timovima igrača.
Cloysterova može imati Pokémon sposobnost Školjkastog oklopa, koji blokira Kritične udarce (svaki napad ima šansu od 12,5% da uzrokuje dvostruko veću štetu ignorirajući pritom sve parametre statistika), ili Vještog povezivanja (Skill Link), koje pospješuje tehnike koji imaju uzastopni uzorak napadanja.
Jedini način hvatanja Cloystera u divljini je korištenjem Game Shark kodova. Teoretski gledano, Cloyster koji je uhvaćen u divljini posjeduje šansu od 50% da drži Biser (Pearl) i šansu od 5% da drži Veliki biser (Big Pearl), koje igrač kasnije može prodati po veoma visokoj cijeni. Isto tako, trener ove predmete može ukrasti u borbama s NPC trenerima koji imaju Cloystera u timu, koristeći se tehnikom Lopova (Thief) ili sličnom tehnikom.
Cloyster je veoma poznat Pokémon jer je u prvotnim igrama (Pokémon Red, Blue i Yellow) imao najviši Defense status. Doduše, nakon izlaska druge generacije Pokémona, u ovoj su ga statistici prestigli Steelix i Shuckle, a kasnije, u trećoj generaciji, prestigao ga je Regirock. 

## Tehnike
| Prirodne tehnike                       | Prirodne tehnike | Prirodne tehnike |
| -------------------------------------- | ---------------- | ---------------- |
| Tehnika                                | Vrsta tehnike    | Razina           |
| Otrovni šiljci (Toxic Spikes)          | Otrovni          |                  |
| Povlačenje (Withdraw)                  | Vodeni           |                  |
| Nadzvučna (Supersonic)                 | Normalni         |                  |
| Zraka polarne svjetlosti (Aurora Beam) | Ledeni           |                  |
| Zaštita (Protect)                      | Normalni         |                  |
| Šiljci (Spikes)                        | Zemljani         | 28               |
| Streličasti projektil (Spike Cannon)   | Normalni         | 40               |

## Statistike
| HP:      | 50  |  |
| Attack:  | 95  |  |
| Defense: | 180 |  |
| Special: | 85  |  |
| SpAtk:   | 85  |  |
| SpDef:   | 45  |  |
| Speed:   | 70  |  |

Statistika Special korištena je samo tijekom prve generacije; kasnije je podijeljenja na Special Attack i Special Defense statistike.

## U animiranoj seriji
Cloysterovo je prvo pojavljivanje u Pokémon animiranoj seriji bilo u epizodi "The Bridge Bike Gang". Cloyster, koji je pripadao biciklistici Tari, borio se protiv Mistyinog Psyducka. 
U epizodi "The Battle for the Badge", Vođa Tima Raketa Giovanni posjeduje Cloystera, no drži ga u posebnoj sobi gdje drži sve svoje Pokémone. Cloyster je viđen u posebnom akvariju.
Cloyster se pojavljuje u epizodi "Fire and Ice", u borbi protiv Ashova Kinglera, gdje je koristeći svoju snažnu ljušturu blokirao Kinglerov Račji čekić (Crabhammer). 
Cloyster se pojavljuje u epizodi "The Mandarin Island Miss Match". Cloyster je jedan od Pokémona koje koristi Prima (u videoigrama poznata i kao Lorelai). Bori se protiv Ashovog Pikachua. 
Cloyster se također pojavljuje i u epizodama "The Crystal Onix", "The Joy of Pokémon" te u 18. epizodi Pokémon Kronika, "The search for a legend".